# Cremastus pleurovittatus
Cremastus pleurovittatus là một loài tò vò trong họ Ichneumonidae.